# ヴェストマンランド地方
ヴェストマンランド地方（ヴェストマンランドちほう、Västmanland [ˈvɛ̂sːtmanˌland, ˈvɛ̌sːtmanland] ( 音声ファイル)）は、スウェーデン中部スヴェアランドの地方の1つ。